# 方洲水库
方洲水库是中国安徽省安庆市太湖县境内的一座水库，位于长江支流长河上，建于1984年。水库正常库容为1200万立方米，集雨面积为28平方千米，海拔为86.5米。